# Louis Coignard (imprimeur)
Pour les articles homonymes, voir Louis Coignard.
Louis Coignard (1680-1738) est un imprimeur parisien du XVIIIe siècle.

## Aperçu biographique
Il appartenait à une importante famille d'imprimeurs qui, entre autres, étaient les imprimeurs officiels de l'Académie française. Il était le frère d’Élie Jean-Baptiste Coignart (1667-1735), renommé pour avoir publié la première édition du Dictionnaire de l’Académie française, en 1694, et le fils de Jean-Baptiste Ier Coignart, libraire-imprimeur du roi et de l’Académie française, né en 1637 et décédé le 10 septembre 1686. Il est aussi, par le mariage de sa sœur, le beau-frère de Jean Mariette.

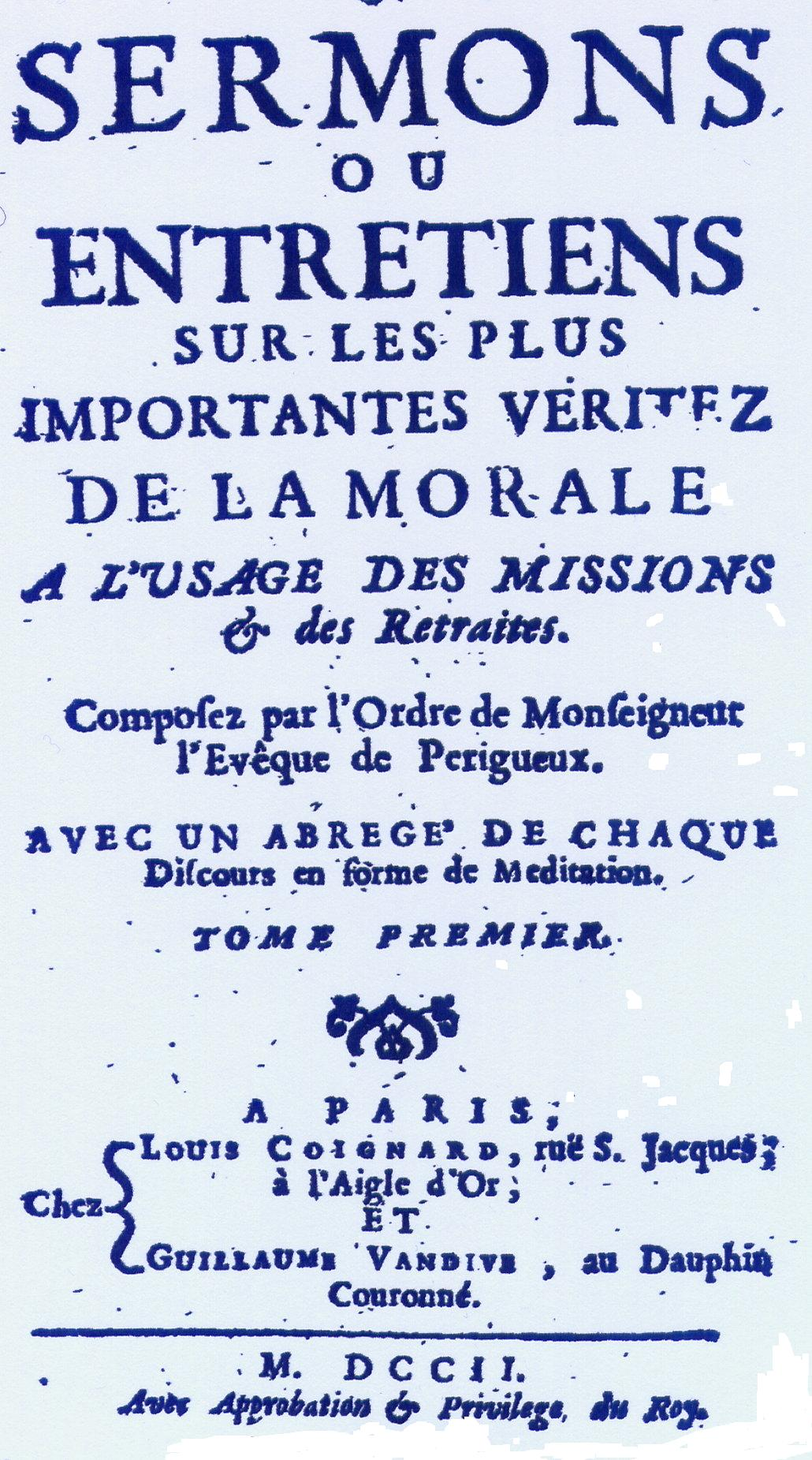
Exemple de publication de Louis Coignard en association avec Guillaume Vandive.

Établi à Paris, rue Saint-Jacques, à « l’Aigle d’Or », Louis Coignard est né en 1680 et mort le 27 septembre 1738 au couvent de Meung-sur-Loire, où il avait été transféré quelques mois auparavant, après avoir été embastillé le 28 décembre 1737 pour son implication dans la publication d’ouvrages jansénistes.
Louis Coignard a également publié une série d’ouvrages en collaboration avec Guillaume Vandive.